# 음력 9월 10일
음력 9월 10일은 음력 9월의 10번째 날이다.

## 사건
- 1991년 - 거성관 화재 사고 발생.

## 문화
- 1796년 - 수원 화성 준공.
- 1976년 - KBS, 여의도 방송 시대 개막.

## 탄생
- 1049년 - 선종 : 고려의 제 13대 국왕

## 사망
- 2006년 - 대한민국의 축구 선수, 축구 감독 차경복.

## 같이 보기
- 음력 360일: 1월 2월 3월 4월 5월 6월 7월 8월 9월 10월 11월 12월
- 전날:9월 9일 다음날:9월 11일 - 전달:8월 10일 다음달:10월 10일
- 양력:9월 10일
- 음력, 윤달